# Sint-Barbarakapel (Lennik)

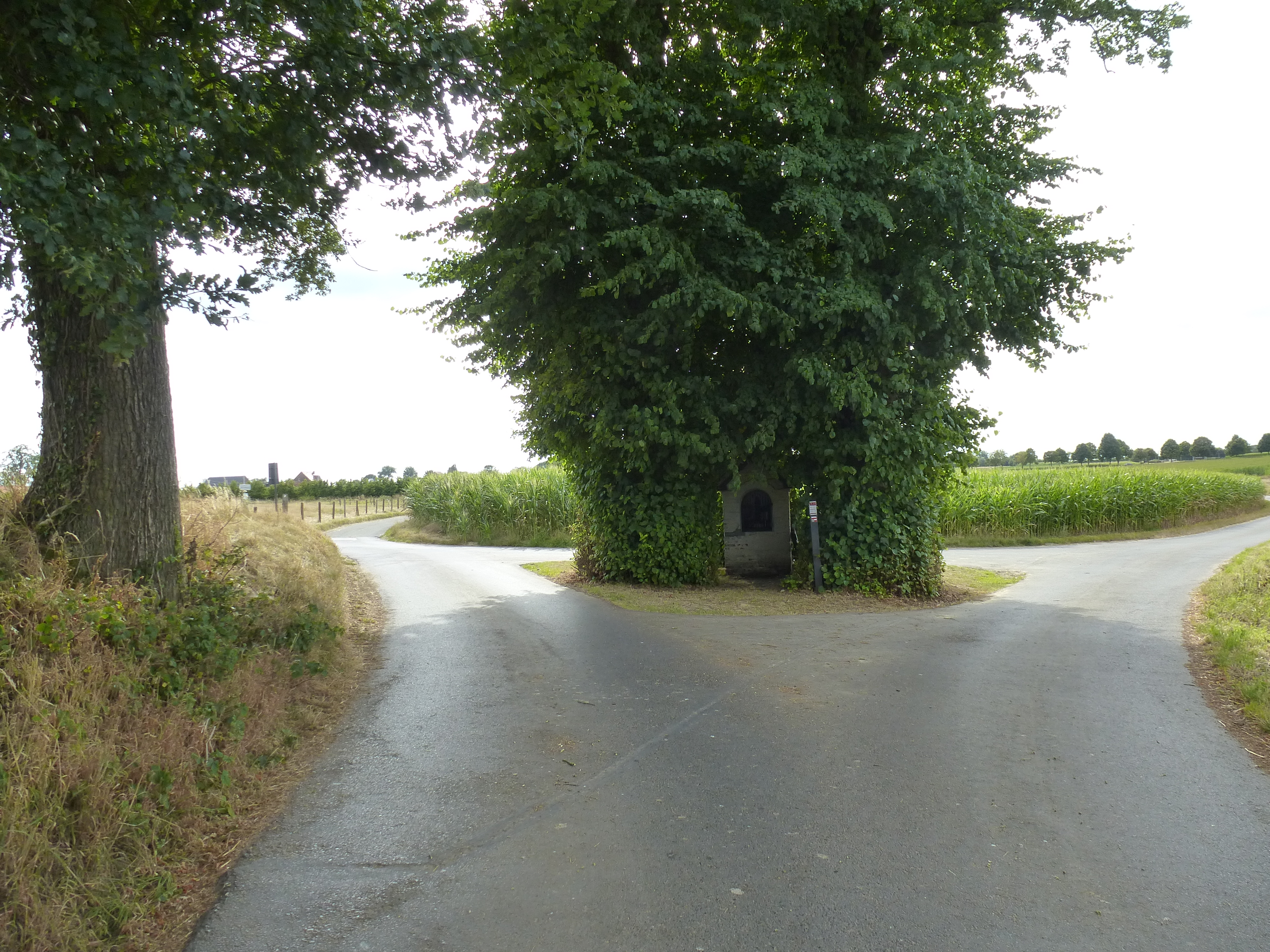
De Sint-Barbarakapel is beschermd als monument en staat op een kleine dries aan het kruispunt van de Molenstraat, Oude Geraardsbergsestraat en Sint-Barbarastraat.

De Sint-Barbarakapel is een kapel die zich bevindt in Sint-Kwintens-Lennik, een deelgemeente van Lennik in de Belgische provincie Vlaams-Brabant. De kapel is beschermd als monument en staat op een kleine dries aan het kruispunt van de Molenstraat, Oude Geraardsbergsestraat en Sint-Barbarastraat. 

## Historiek

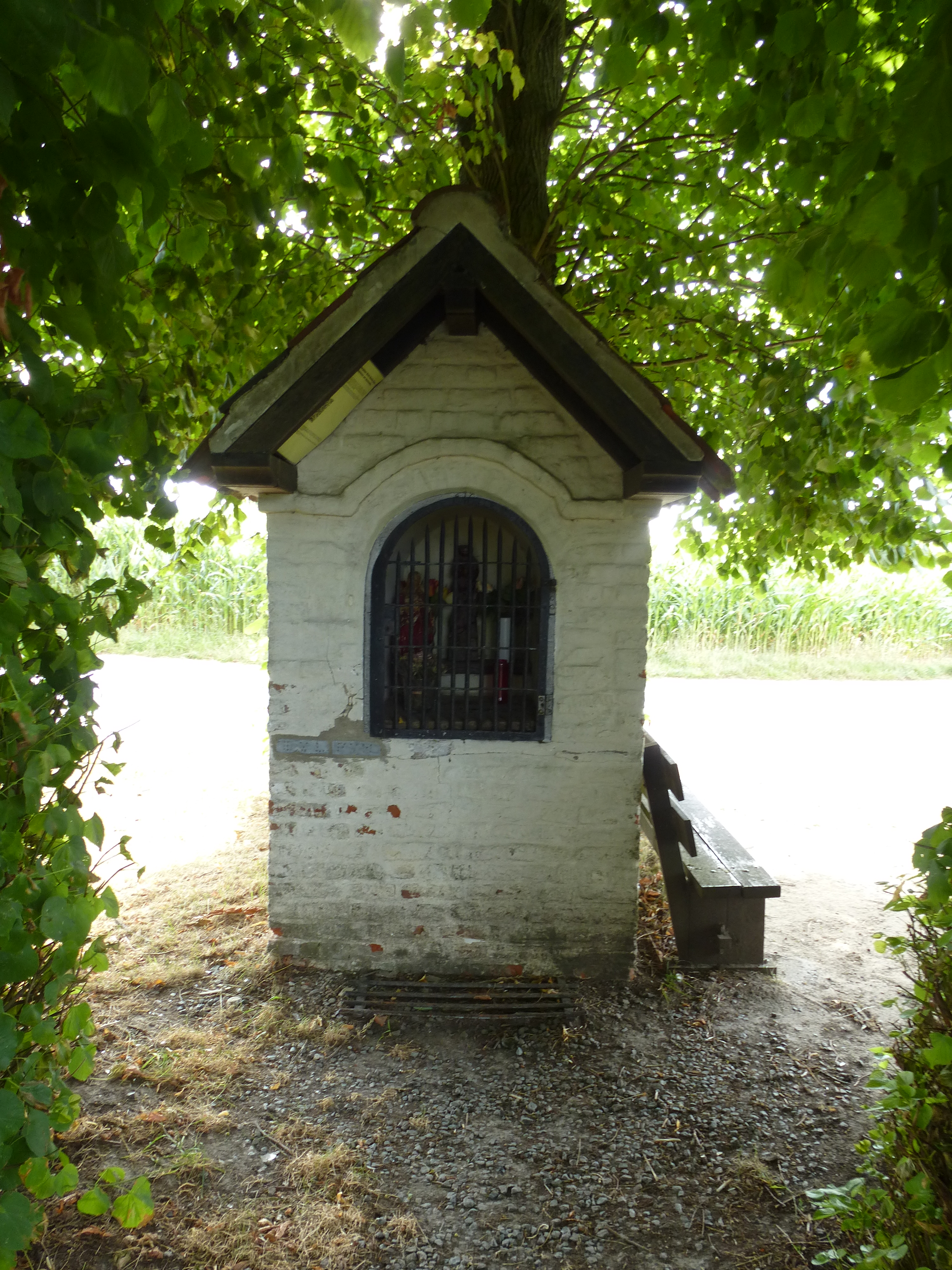
De Sint-Barbarakapel

Deze veldkapel is toegewijd aan de heilige Barbara. Ze behoort tot een van de veertien noodhelpers en is de beschermheilige van enkele risicovolle beroepen, zoals brandweerlieden en smeden.
Wanneer de kapel precies wordt opgericht is onduidelijk, maar het gebouwtje staat wel aangeduid op de Villaret-kaart uit 1745. In 1798 werd de kapel in beslag genomen door de Fransen als ‘zwart goed’ en later verkocht. In 1820 kon de Kerkfabriek van Sint-Kwintens-Lennik de kapel terugkopen, maar er ontstond ruzie. Wanneer in 1843 de parochie Eizeringen ontstond, kwam de kapel op de grens te liggen met Sint-Kwintens-Lennik. Ook dat gaf aanleiding tot discussies over tot welke parochie de kapel behoorde.
In 1988 werd de kapel gerestaureerd door de Andreas-Masiuskring, hierbij gesteund door de Koning Boudewijnstichting. De plechtige inwijding vond plaats op 19 juni 1988,  in aanwezigheid van het Lennikse brandweerkorps. Ter gelegenheid werd een nieuw heiligenbeeld gemaakt door Charles De Gieter.
De veldkapel met lindebomen en zomereiken is beschermd als monument sinds 7 juni 2013 omwille van de artistieke, sociaal-culturele, historische en volkskundige waarde. In december 2020 raakte de kapel beschadigd. Hevige wind rukte enkele dakpannen van het dak. Het gaf onder meer aanleiding tot de opmaak van een beheersplan in 2021 in samenspraak met de bevolking voor een betere bescherming van de site. 

## Architectuur
De pijlerkapel met puntgevel is opgetrokken uit witgeschilderde bakstenen onder een zadeldak van Pottelbergse pannen. Het dak rust op twee houten balken. In de voorgevel is een rondboognis ingewerkt die wordt afgesloten met diefijzers met het opschrift ‘Ste Barbera Capelle Lennick’. In de nis staat een beeld van Sint-Barbara uit 1988 op een trapeziumvormig verhoog. Verder bevinden er zich het oorspronkelijke polychrome beeld van de heilige, vazen met bloemen en een kaars. Voor de kapel ligt een rooster op de grond waarop vroeger bloemen gezet werden.
De Sint-Barbarakapel wordt omgeven door drie lindebomen en twee zomereiken. Naast het gebouwtje bevindt zich een bank. Tijdens de middeleeuwen bevond de beschermde site zich langs een belangrijke verbindingsweg van Brussel naar Geraardsbergen.

## Tradities
Tot de jaren 1960 trokken er kruisprocessies vanuit Eizeringen langs de kapel en werd de lofzang ‘veni, sponsa mea’ (= kom, mijn bruid) gezongen.
Jaarlijks vond er een optocht van de Lennikse brandweer plaats naar de kapel van hun beschermheilige.